# اندیس فسفات ماکو
فسفات ماکو یک اندیس غیرفلزی است که در حوالی شهر ماکو استان آذربایجان غربی قرار دارد و مادهٔ معدنی موجود در آن، فسفات است.  